# Muodosjärvi (Pajala socken, Norrbotten, 756433-181374)
Muodosjärvi är en sjö i Pajala kommun i Norrbotten och ingår i Torneälvens huvudavrinningsområde. Sjön har en area på 0,553 kvadratkilometer och ligger 247 meter över havet. Muodosjärvi ligger i Torne och Kalix älvsystem Natura 2000-område. Sjön avvattnas av vattendraget Muodosjoki.

## Delavrinningsområde
Muodosjärvi ingår i det delavrinningsområde (756455-181370) som SMHI kallar för Utloppet av Muodosjärvi. Medelhöjden är 279 meter över havet och ytan är 50,27 kvadratkilometer. Det finns inga avrinningsområden uppströms utan avrinningsområdet är högsta punkten. Muodosjoki som avvattnar avrinningsområdet har biflödesordning 4, vilket innebär att vattnet flödar genom totalt 4 vattendrag innan det når havet efter 330 kilometer. Avrinningsområdet består mestadels av skog (65 procent) och sankmarker (32 procent). Avrinningsområdet har 1,03 kvadratkilometer vattenytor vilket ger det en sjöprocent på 2 procent.